# Alectis
Alectis é um gênero de xaréu da família carangidae. Os jovens se assemelham muito com os peixes galo. Peixes adultos deste gênero são bastante procurados na pesca esportiva e comercial, enquanto os jovens são procurados para o comércio de aquários. O gênero pode ser encontrado em todos os oceanos do mundo, incluindo o Mediterrâneo.
Os peixes deste gênero são conhecidos como xaréu-real, por causa de suas barbatanas filamentosas.

## Espécies
O gênero possui três espécies conhecidas até o momento.
- Alectis alexandrina (Mar Mediterrâneo)
- Alectis ciliaris (Circunglobal)
- Alectis indica (Indo-Pacífico)